# قانقاریای گازی
قانقاریای گازی یک عفونت باکتریایی است که در میان بافت‌های در معرض نکروز، گاز تولید می‌کند. این نوع کشنده قانقاریا معمولاً توسط کلستریدیوم پرفرنژنس ایجاد می‌شود. در ایالات متحده آمریکا سالانه حدود 1000 مورد قانقاریای گازی گزارش می‌شوند.

## شواهد بالینی
قانقاریای گازی می‌تواند باعث مرگ بافت عضلانی شود، و سپس تولید گاز و سپسیس کند. مرحله بعد پیشرفت بیماری به انتشار سموم در خون و ایجاد شوک است، که اغلب بسیار سریع اتفاق می‌افتد. زخم‌های سیاه و بزرگ قابل مشاهده خواهند بود. همچنین کریپتاسیون به دلیل فرار گاز از بین بافت‌های نکروتیک می‌تواند شنیده شود.

## درمان
درمان معمولاً توسط دبریدمان و برش بافت‌های نکروتیک و حتی امپوتاسیون - قطع عضو بخش آسیب دیده انجام می‌شود. آنتی‌بیوتیک‌های محلول در آب (مانند پنی سیلین) به تنهایی مؤثر واقع نمی‌شوند، چرا که آنها نمی‌توانند در عضلات ایسکمیک نفوذ کنند. می‌توان از اتاقکهای هایپرباریک استفاده کرد که در آنها بیمار تحت فشار بالای اکسیژن واقع می‌شود. اکسیژن بافت‌های آلوده را اشباع نموده و در نتیجه مانع رشد کلاستریدیوم‌های بی‌هوازی اجباری می‌شود. اگر شروع درمان زود هنگام انجام شود، این بیماری در بیشتر موارد درمان می‌شود. مطالعات نشان می‌دهند که درمان با اکسیژن هایپرباریک در بیماران مبتلا به قانقاریای گازی، منجر به کاهش نرخ قطع عضو (آمپوتاسیون) شده و درمان را بهبود می‌بخشد. علاوه بر این، درمان با اکسیژن هایپرباریک نرخ مرگ را در نکروزان غلاف کاهش داده و به‌طور چشمگیری در کاهش اندازه زخم‌های مقاوم به درمان مؤثر است. تزریق ایمونوگلوبولین داخل وریدی عضلانی می‌تواند باکتری را از بین ببرد و سم باکتری را خنثی کند

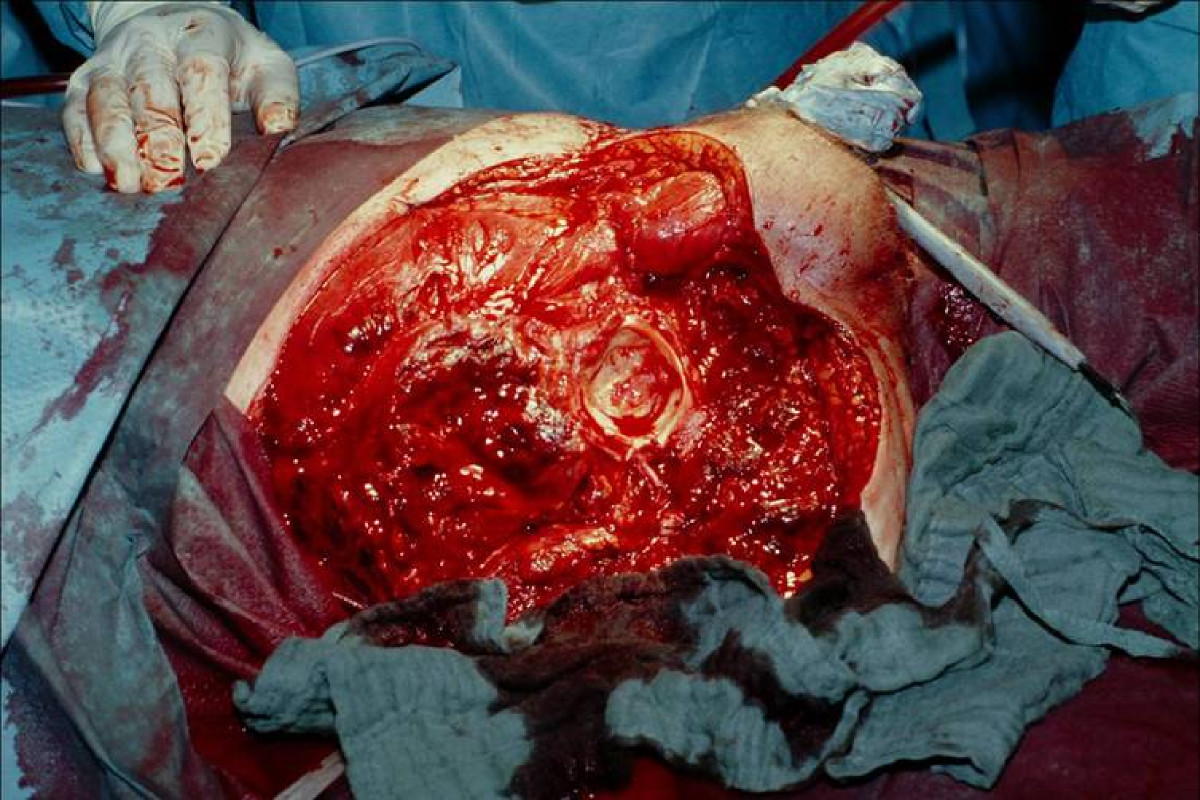
همی پلوکتومی به دلیل قانقاریای گازی
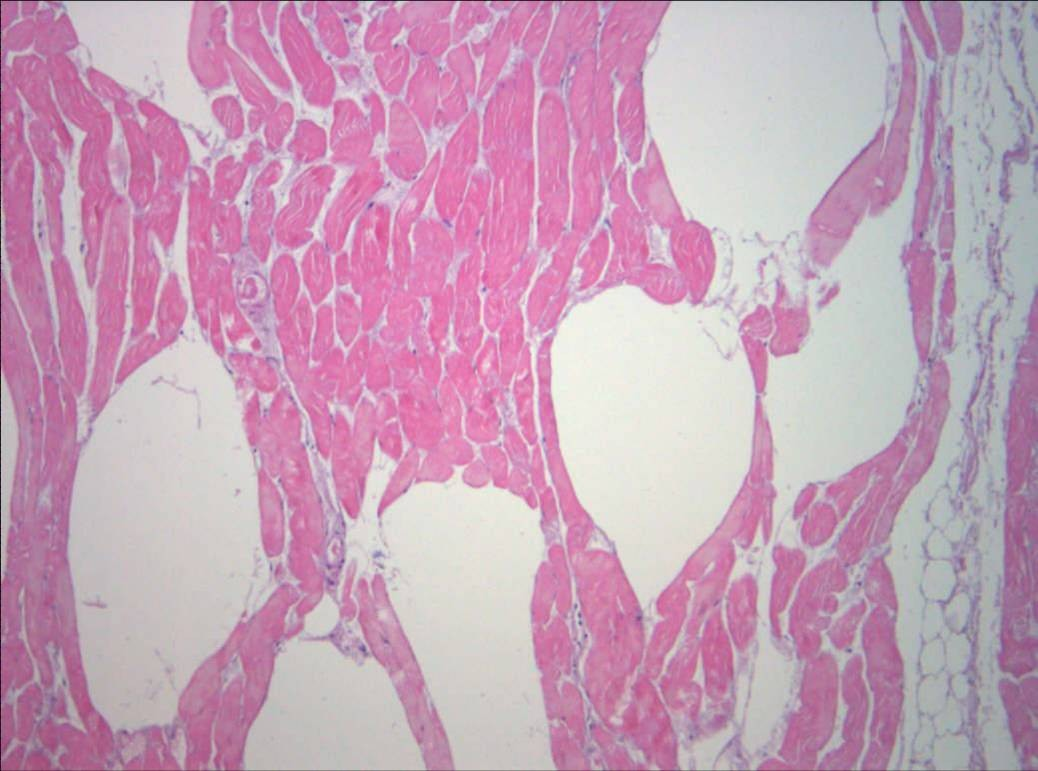
بیوپسی عضله در زیر میکروسکوپ نقاط بزرگ و سفید بین فیبرهای عضلانی ناشی از گاز تشکیل می‌شوند.
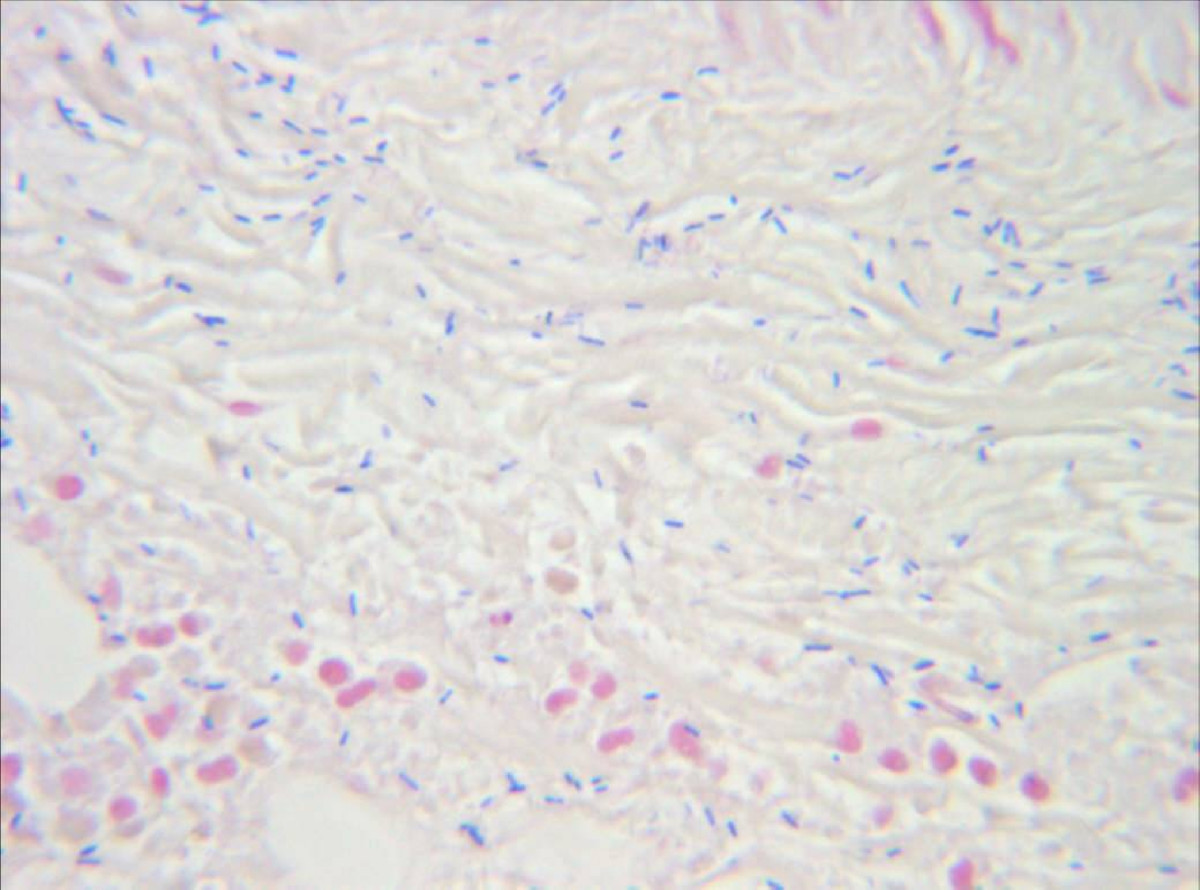
رنگ‌آمیزی گرم از بیوپسی عضله نشان دهنده باکتریهای گرم مثبت بی هوازی در بافت‌های عضلانی آلوده: نتیجه بسیار سازگار با عفونت با کلاستریدیوم پرفرنژنس می‌باشد.
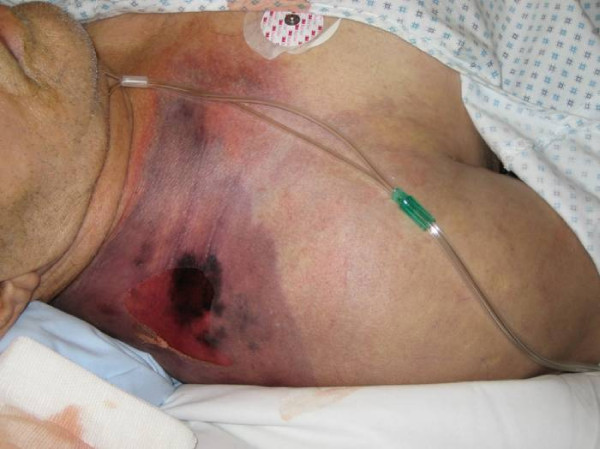
گاز گانگرن شانه.